# Acordulecera luederwaldti
Acordulecera luederwaldti – gatunek błonkówki z rodziny Pergidae.

## Taksonomia
Gatunek ten został opisany w 1919 roku przez Günthera Enderleina jako Acordulocera Lüderwaldti. Jako miejsce typowe podano brazylijski stan Santa Catarina. Holotyp (samica) zaginął, wg. autora opisu gatunku znajdował się on w Stettiner Zoologisches Museum w Szczecinie. 

## Zasięg występowania
Ameryka Południowa, notowany jedynie w stanie Santa Catarina w płd. Brazylii.